# Хиллиард (Флорида)
Хиллиард (англ. Hilliard) — муниципалитет, расположенный в округе Нассо (штат Флорида, США) с населением в 2702 человека по статистическим данным переписи 2000 года.

## География
По данным Бюро переписи населения США муниципалитет Хиллиард имеет общую площадь в 14,24 квадратных километров, водных ресурсов в черте населённого пункта не имеется.
Муниципалитет Хиллиард расположен на высоте 18 м над уровнем моря.

## Демография
По данным переписи населения 2000 года в Хиллиардe проживало 2702 человека, 705 семей, насчитывалось 966 домашних хозяйств и 1066 жилых домов. Средняя плотность населения составляла около 189,75 человека на один квадратный километр. Расовый состав населённого пункта распределился следующим образом: 84,09 % белых, 13,10 % — чёрных или афроамериканцев, 0,70 % — коренных американцев, 0,48 % — азиатов, 1,63 % — представителей смешанных рас, Испаноговорящие составили 1,00 % от всех жителей.
Из 966 домашних хозяйств в 40,7 % воспитывали детей в возрасте до 18 лет, 49,8 % представляли собой совместно проживающие супружеские пары, в 18,5 % семей женщины проживали без мужей, 27,0 % не имели семей. 24,5 % от общего числа семей на момент переписи жили самостоятельно, при этом 9,9 % составили одинокие пожилые люди в возрасте 65 лет и старше. Средний размер домашнего хозяйства составил 2,68 человек, а средний размер семьи — 3,17 человек.
Население муниципалитета по возрастному диапазону по данным переписи 2000 года распределилось следующим образом: 30,4 % — жители младше 18 лет, 8,8 % — между 18 и 24 годами, 27,9 % — от 25 до 44 лет, 20,4 % — от 45 до 64 лет и 12,5 % — в возрасте 65 лет и старше. Средний возраст жителей составил 33 года. На каждые 100 женщин в Хиллиардe приходилось 87,0 мужчин, при этом на каждые сто женщин 18 лет и старше приходилось 82,6 мужчин также старше 18 лет.
Средний доход на одно домашнее хозяйство составил 34 531 доллар США, а средний доход на одну семью — 37 227 долларов. При этом мужчины имели средний доход в 34 554 доллара США в год против 23 713 долларов среднегодового дохода у женщин. Доход на душу населения составил 34 531 доллар в год. 11,0 % от всего числа семей в населённом пункте и 11,7 % от всей численности населения находилось на момент переписи населения за чертой бедности, при этом 10,2 % из них были моложе 18 лет и 18,6 % — в возрасте 65 лет и старше.